# Peter Luke
Peter Luke (né le 12 août 1919, mort le 23 janvier 1995) est un écrivain, éditeur et producteur britannique,.

## Biographie
Né à St Albans dans le Hertfordshire d'un père diplomate, il voulait initialement être peintre, et a fréquenté une école d'art 2 ans avant la guerre mondiale de 1939-1945, à l'issue de laquelle il a été décoré de la Military Cross. Il a travaillé par la suite pour la télévision britannique. En 1959 il adapte Hadrian VII à partir d'une nouvelle de Frederick Rolfe, publié en 1967.
Il meurt en 1995 à Cadix en Espagne.

## Œuvre
- 1967 : Hadrian the Seventh (en)
- 1974 : Bloomsbury
- 1977 : Rings For A Spanish Lady
- 1978 : Proxopera
- 1985 : Married Love: The Apotheosis Of Marie Stopes
- 1987 : Yerma